# Municipio de Baughman
El municipio de Baughman (en inglés, Baughman Township) es un municipio del condado de Wayne, Ohio, Estados Unidos. Tiene una población estimada, a mediados de 2023, de 4756 habitantes.

## Geografía
Está ubicado en las coordenadas 40°51′22″N 81°42′1″O / 40.85611, -81.70028. Según la Oficina del Censo, tiene una superficie total de 95.6 km², de los cuales 95.3 km² corresponden a tierra firme y 0.3 km² están cubiertos de agua.

## Demografía
Según el censo de 2020, en ese momento había 4799 personas residiendo en la zona. La densidad de población era de 50.4 hab./km². El 92.96 % de los habitantes eran blancos, el 1.15 % eran afroamericanos, el 0.31 % eran amerindios, el 0.54 % eran asiáticos, el 0.02 % era isleño del Pacífico, el 1.15 % eran de otras razas y el 3.88 % eran de una mezcla de razas. Del total de la población, el 2.56 % eran hispanos o latinos de cualquier raza.